# Mornington Crescent (métro de Londres)
Pour les articles homonymes, voir Mornington Crescent.
Mornington Crescent (en anglais : Mornington Crescent tube station), est une station de la branche Charing Cross de la Northern line, du métro de Londres, en zone Travelcard 2. Elle est située sur l'Eversholt Street, à Mornington Crescent (en), sur le territoire du borough londonien de Camden.
Son bâtiment est classé Grade II listed building.

## Situation sur le réseau
La station Mornington Crescent est établie sur la branche Charing Cross de la Northern line, entre les stations Camden Town et Euston. Elle est en zone Travelcard 2.

## À proximité
- Mornington Crescent (en)